# San Marcos (östra Ocosingo kommun)
San Marcos är en ort i Mexiko.   Den ligger i kommunen Ocosingo och delstaten Chiapas, i den sydöstra delen av landet, 800 km öster om huvudstaden Mexico City. San Marcos ligger 555 meter över havet och antalet invånare är 169.
Terrängen runt San Marcos är varierad. San Marcos ligger nere i en dal. Runt San Marcos är det glesbefolkat, med 16 invånare per kvadratkilometer. Närmaste större samhälle är Las Tazas, 5,1 km sydost om San Marcos. I omgivningarna runt San Marcos växer i huvudsak städsegrön lövskog.